# Peace Sells
Peace Sells är en låt av bandet Megadeth från deras album Peace Sells... But Who's Buying? och är skriven av Dave Mustaine. Det är en av deras mest populära låtar på albumet tillsammans med Wake Up Dead.
Låten Peace Sells har också varit med i videospelet Grand Theft Auto: Vice City och i det liknande spelet True Crime: Streets of LA. Låtens basriff användes också i åratal som intro för MTV News.